# Phaonia ocellaris
Phaonia ocellaris este o specie de muște din genul Phaonia, familia Muscidae, descrisă de Malloch în anul 1929. Conform Catalogue of Life specia Phaonia ocellaris nu are subspecii cunoscute.